# Muduex
Muduex település Spanyolországban, Guadalajara tartományban. Muduex Brihuega, Trijueque, Valdearenas, Hita, Guadalajara, Casas de San Galindo, Utande és Gajanejos községekkel határos. Lakosainak száma 109 fő (2024).

## Népesség
A település népessége az utóbbi években az alábbiak szerint változott:
| Lakosok száma | 114  | 120  | 114  | 122  | 116  | 114  | 112  | 100  | 101  | 109  |
|               | 2001 | 2004 | 2006 | 2009 | 2011 | 2014 | 2016 | 2019 | 2021 | 2024 |